# Adalbert Hengst
Adalbert Hengst (* 18. Dezember 1905 in Essen; † 17. August 1989 in Berlin) war ein deutscher Kommunist und SED-Funktionär. In seiner Funktion als Mitglied des Sekretariats des ZK der SED war er einer der ranghöchsten Parteimitglieder, die nach dem Volksaufstand vom 17. Juni 1953 aus der SED ausgeschlossen wurden.

## Leben
Hengst wurde kurz vor Weihnachten 1905 als Sohn eines Technikers in der Ruhrmetropole Essen geboren. Nach dem Besuch der Volksschule machte er eine Lehre als Gärtner und arbeitete zunächst auch in diesem Beruf. Später kamen Tätigkeiten als Maurer oder grafischer Zeichner hinzu. 1924 trat Hengst zunächst in den KJVD ein, 1928 wurde er Mitglied der KPD. Ab 1930 war er bei der KPD als Mitarbeiter der Abteilung Agitation der KPD-Bezirksleitung Ruhrgebiet beschäftigt. Zu den Reichstagswahlen 1932 und im März 1933 kandidierte er für die KPD im Reichstagswahlkreis Düsseldorf-West.
Nach der Machtergreifung der Nationalsozialisten und dem Verbot der KPD wurde Hengst zunächst im April 1933 und dann wieder im September des gleichen Jahres von der Gestapo verhaftet und kurz darauf vom OLG Hamm verurteilt. Die ausgesprochene Haftstrafe saß er zunächst in Osnabrück, später bis 1935 im Moorlager Emsland ab. Nach seiner Entlassung war Hengst als Reklamezeichner tätig, betätigte sich aber auch weiterhin in der nun illegalen politischen Arbeit für die KPD. Kurz nach Kriegsbeginn wurde er am 2. September 1939 erneut verhaftet und bis 1940 im KZ Sachsenhausen inhaftiert. Nach seiner Entlassung war Hengst wieder als Reklamezeichner tätig. 1942 wurde er zur Frontbewährung in die Wehrmacht eingezogen, in der er bis zur Kapitulation im Mai 1945 diente. Er geriet kurzzeitig in sowjetische Kriegsgefangenschaft, war dann nach seiner Entlassung für einige Wochen als Instrukteur in Antifa-Lagern in Polen tätig.
Im Juni 1945 verschlug es Hengst ins Vogtland nach Plauen, wo er zunächst beim KPD-Kreisvorstand Plauen die Abteilung Agitation leitete, ab 1946 den SED-Kreisvorstand nunmehr als 1. Sekretär bis zum Spätsommer 1948 führte. Im September 1948 wechselte Hengst nach Dresden, wo ihn die SED mit der Position des 1. Sekretärs der SED-Kreisleitung Dresden betraute. In dieser Funktion blieb er bis 1950, um dann an einem Einjahreslehrgang an der Parteihochschule „Karl Marx“ teilzunehmen. Nach Beendigung des Lehrgangs wurde der 45-jährige Hengst ab dem 1. November 1951 im Verwaltungsapparat des ZK der SED in Berlin angestellt. Er fungierte zunächst als stellvertretender, ab dem 1. April 1952 als Leiter der Abteilung Planung und Finanzen des Zentralkomitees in der Nachfolge von Ernst Scholz. In dieser Funktion war Hengst zugleich persönlicher Mitarbeiter von Willi Stoph, der zu dieser Zeit Sekretär für Wirtschaftsfragen im Sekretariat des ZK der SED war. Allerdings wurde Stoph im Mai 1952 zum Innenminister der DDR ernannt, so dass im Sekretariat des ZK ab diesem Zeitpunkt ein Sekretär für Wirtschaftsfragen fehlte. Stophs Funktion im Sekretariat übernahm zunächst mit beratender Funktion Kurt Gregor. Da Gregor aber im September 1952 als Minister für Außenhandel und Innerdeutschen Handel eingesetzt wurde, beschloss das Politbüro auf seiner Sitzung am 2. September 1952, dass Hengst nunmehr die Aufgaben Gregors im ZK-Apparat übernehmen sollte. Dies war insofern ungewöhnlich, da Hengst kein ZK-Mitglied war, nunmehr aber in das Sekretariat des ZK kooptiert wurde und den Status eines ZK-Sekretärs hatte.
Im Rahmen der Ereignisse um den 17. Juni 1953 wurde Hengst zusammen mit dem gerade in Rostock weilenden Minister Bernd Weinberger in Geschehnisse auf der Rostocker Warnowwerft verwickelt. Dort nahmen sie als offizielle Parteivertreter der SED Verhandlungen mit den Streikführern auf und beide vertraten die Auffassung, weitgehende Zugeständnisse bei den wirtschaftlichen Forderungen, die zum Beispiel eine Rücknahme der Normerhöhungen oder eine Verbesserung der Lebensmittelversorgung beinhalteten, zu machen. Die politischen Forderungen, wie etwa Absetzung der Regierung und freie Wahlen mit dem Ziel der Wiedervereinigung Deutschlands, die sofortige Aufhebung des Ausnahmezustandes, einen Friedensvertrag mit Deutschland und den Abzug der sowjetischen Truppen wollten beide Funktionäre den zentralen Parteigremien in Berlin zumindest unterbreiten, um damit eine weitere Eskalation der Auseinandersetzungen zu verhindern. Die Haltung im Sinne der Streikenden wurde aber von der SED-Führung nicht im Mindesten mitgetragen. Durch Beschluss des Politbüros vom 14. Juli 1953 wurde beide Funktionäre wegen »Kapitulantentums« aller Parteifunktionen enthoben und aus der SED ausgeschlossen. Anders als in anderen sozialistischen Ländern, wo nach solchen Funktionsenthebungen auch schon Haftstrafen oder gar Todesurteile gefolgt waren, wurde Hengst ein Arbeitsplatz bei der Kammer für Außenhandel zugewiesen, wo er zunächst als Referent, später als Oberreferent in der Abt. Werbung und Messen bis 1959 tätig war. Bereits am 22. Februar 1955 bestätige das Politbüro auf seiner Sitzung einen Entschluss der ZPKK, die Parteimitgliedschaft von Hengst wieder herzustellen, da er sich weiterhin wie ein Parteimitglied verhalten hatte. Ein Ausdruck einer weiteren Rehabilitierung war der damals durchaus bedeutungsvolle Umstand, das Hengst 1958 zu den ersten Trägern der neu gestifteten Medaille für Kämpfer gegen den Faschismus 1933 bis 1945 gehörte. Zu einer namentlichen Erwähnung in der Presse konnte sich die SED allerdings nicht durchringen. Von 1959 bis 1961 leitete Hengst dann sogar die Abteilung Werbung bei der Kammer für Außenhandel. Wohl nach den Ereignissen um den Mauerbau am 13. August 1961 in Berlin wurde Hengst allerdings nochmals abgestraft, er musste zur FDGB-Zeitung Tribüne wechseln, wo er fortan als Retuscheur tätig war. Nach seiner Berentung engagierte sich Hengst noch in der Leitung der Lagerarbeitsgemeinschaft Sachsenhausen der Zentralleitung des Komitees der Antifaschistischen Widerstandskämpfer. In späteren Jahren wurde Hengst auch wieder mit hohen staatlichen Auszeichnungen bedacht.
Hengst starb im August 1989 im Alter von 83 Jahren kurz vor der politischen Wende in der DDR.

## Ehrungen
- 1958 Medaille für Kämpfer gegen den Faschismus 1933 bis 1945
- 1978 Vaterländischer Verdienstorden in Bronze[1]
- 1986 Vaterländischer Verdienstorden in Silber[2]